# Мазон-Вичентино
Мазон-Вичентино (итал. Mason Vicentino) — коммуна в Италии, располагается в провинции Виченца области Венеция.
Население составляет 3537 человек, плотность населения составляет 295,74 чел./км². Занимает площадь 11,96 км². Почтовый индекс — 36064. Телефонный код — 0424.
Покровителем коммуны почитается святой апостол Андрей, празднование 30 ноября.